# Cryptelytrops cantori
Cryptelytrops cantori este o specie de șerpi din genul Cryptelytrops, familia Viperidae, descrisă de Blyth 1846. Conform Catalogue of Life specia Cryptelytrops cantori nu are subspecii cunoscute.